# Szófogadó gyerekek
A Szófogadó gyerekek (Children Will Listen) a Született feleségek (Desperate Housewives) című amerikai filmsorozat tizennyolcadik epizódja. Az Amerikai Egyesült Államokban először az ABC (American Broadcasting Company) adó sugározta 2005. április 10-én.

## Az epizód cselekménye
A Sziklás-tóból előkerült ládát sikerül beazonosítani a gyártónál, ezért a rendőrség kérdezősködni kezd Young-éknál. Paul pedig immár sokadszorra tartozik magyarázattal a fiának… Mrs. Tilman – hogy a Young-család körüli titok felett érzett kíváncsiságát csillapítsa – úgy dönt, hogy néhány múltbéli információval Zack bizalmába férkőzik. A javítóintézetben családi napot tartanak, ám Bree – kínzó bűntudata miatt – nem tudja eldönteni, hogy Rexszel tartson-e. Susanhez váratlanul beállít az édesanyja, és felbukkanását a Lila Akác közben egy „ügyes” karambollal koronázza, éppen Mike-kal. Lynette a volt kollégáival indul bulizni, de nem talál bébicsőszt, így más megoldás nem lévén, Bree-nek passzolja le a Scavo-srácokat. Amikor azonban a példás családanya nevelési célzattal elfenekeli Porter-t, Lynette dühében csúnyán megsérti Bree-t. A Solis-házaspár lassacskán vérre menő adok-kapok játékából úgy tűnik, mégis csak Gabrielle kerül ki vesztesen…

## Mellékszereplők
- Doug Savant – Tom Scavo
- Shawn Pyfrom – Andrew Van De Kamp
- Harriet Sansom Harris – Felicia Tilman
- Brett Cullen – Burnett nyomozó
- Mark L. Taylor – Mr. Steinberg
- Joel McKinnon Miller – Tanácsadó
- Linda Hart – Milly
- Lesley Ann Warren – Sophie Bremmer
- Bob Newhart – Morty Flickman
- Brent Kinsman – Preston Scavo
- Shane Kinsman – Porter Scavo
- Zane Huett – Parker Scavo
- John Lacy – Beckerman nyomozó
- Emily Christine – Ashley Bukowski

## Mary Alice epizódzáró monológja
- A narrátor, Mary Alice monológja az epizód végén így hangzik (a magyar változat alapján):

„Minden gyermek a maga sajátos küldetésével születik a világra. Némelyik, hogy beragyogja napjainkat. Némelyik, hogy próbára tegye türelmünket. Némelyik, hogy célt adjon életünknek. És némelyik, hogy gondoskodjék rólunk. Így van. Mikor világra jönnek, a gyermekek mindent megváltoztatnak. Különösen, ha senki sem hívta őket.”

## Epizódcímek szerte a világban
- Angol: Children Will Listen (A gyerekek szót fogadnak majd)
- Francia: Les grands malheurs de Sophie (Sophie nagy balesetei)
- Német: Mutterglück (Egy anya haszna)
- Olasz: Figli (Gyerekek)